# Самотні серця (фільм, 1991)
Самотні серця (англ. Lonely Hearts) — американський трилер 1991 року, головні ролі виконали Ерік Робертс і Джоанна Кессіді.

## Сюжет
Альма Бейтс через службу знайомств «Самотні серця» знайомиться і закохується в Френка, красивого і привабливого агента з нерухомості. Він бере у неї в борг велику суму грошей і зникає. Альма розуміє, що її обдурили і її коханий не той, за кого себе видає. Але незабаром Френк з'являється знову, і тепер Альма бере участь в кожній його афері.

## У ролях
| Актор             | Роль                           |
| ----------------- | ------------------------------ |
| Ерік Робертс      | Френк                          |
| Беверлі Д'Анджело | Альма                          |
| Джоанна Кессіді   | Ерін Рендалл                   |
| Герта Вер         | Грен                           |
| Бібі Беш          | Марія Вілсон                   |
| Ребекка Стріт     | Джейн Еріксон                  |
| Міріам Флінн      | Гелен                          |
| Шерон Фаррелл     | Луїза                          |
| Сенді Берон       | менеджер                       |
| Еллен Гір         | Марта                          |
| Мерлін Мейсон     | Беверлі Росс                   |
| Чарльз Неп'єр     | Роббі Росс                     |
| Сімоне Стюді      | клієнт соціального страхування |
| Джек Джозефсон    | детектив                       |
| Дарсі Шин         | спікер на засіданні            |
| Жерар Ісмаель     | французький офіціант           |
| Денні Трехо       | злий клієнт                    |
| Шерон Хуббс       | працівник офісу                |

## Знімальна група
- Кінорежисер — Ендрю Лейн
- Сценаристи — Р.Е. Деніелс, Ендрю Лейн
- Кінопродюсер — Роберт Кеннер, Ендрю Лей
- Кінооператор — Пол Раян
- Кіномонтаж — Джуліа Семіліан
- Композитор — Девід МакГ'ю
- Художник-постановник — Памела Вудбрідж
- Артдиректор — Карлос Барбоса
- Художник-костюмер — Ліббі Арофф Лейн[1].

## Сприйняття
Фільм має негативні відгуки: на сайті Rotten Tomatoes оцінка становить 22 % на основі 95 відгуків від глядачів із середньою оцінкою 2,8 із 5, Internet Movie Database — 4,9/10 (242 голоси).